# NGC 4771
NGC 4771 é uma galáxia espiral (Scd) localizada na direcção da constelação de Virgo. Possui uma declinação de +01° 16' 12" e uma ascensão recta de 12 horas, 53 minutos e 20,9 segundos.
A galáxia NGC 4771 foi descoberta em 24 de fevereiro de 1786 por William Herschel.